# روبرت أغينغو
روبرت أغينغو (بالإنجليزية: Robert Agengo)‏ (مواليد 22 أبريل 1986)، هُو مُمثل كيني . كان أبرز أدواره السينمائية هُو مُشاركته في فيلم الصبي الذي سخر الرياح سنة 2019.

## وصلات خارجية
- روبرت أغينغو على موقع IMDb (الإنجليزية)